# Wimbledon 1966
De 80e editie van het Britse grandslamtoernooi, Wimbledon 1966, werd gehouden van maandag 20 juni tot en met zaterdag 2 juli 1966. Voor de vrouwen was het de 73e editie van het graskampioenschap. Het toernooi werd gespeeld bij de All England Lawn Tennis and Croquet Club in de wijk Wimbledon van de Britse hoofdstad Londen. De titels in het enkelspel werden gewonnen door Manuel Santana en Billie Jean King.
Op de enige zondag tijdens het toernooi (Middle Sunday) werd traditioneel niet gespeeld.
Het toernooi trok 277.205 toeschouwers.

## Belangrijkste uitslagen
Mannenenkelspel

Finale: Manuel Santana (Spanje) won van Dennis Ralston (Verenigde Staten) met 6-4, 11-8, 6-4
Vrouwenenkelspel

Finale: Billie Jean King (Verenigde Staten) won van Maria Bueno (Brazilië) met 6-3, 3-6, 6-1
Mannendubbelspel

Finale: Ken Fletcher (Australië) en John Newcombe (Australië) wonnen van Bill Bowrey (Australië) en Owen Davidson (Australië) met 6-3, 6-4, 3-6, 6-3
Vrouwendubbelspel

Finale: Maria Bueno (Brazilië) en Nancy Richey (Verenigde Staten) wonnen van Margaret Smith (Australië) en Judy Tegart (Australië) met 6-3, 4-6, 6-4
Gemengd dubbelspel

Finale: Margaret Smith (Australië) en Ken Fletcher (Australië) wonnen van Billie Jean King (Verenigde Staten) en Dennis Ralston (Verenigde Staten) met 4-6, 6-3, 6-3
Meisjesenkelspel

Finale: Birgitta Lindström  (Finland) won van Judy Congdon (Groot-Brittannië) met 7-5, 6-3
Jongensenkelspel

Finale: Vladimir Korotkov (Sovjet-Unie) won van Brian Fairlie, (Nieuw-Zeeland) met 6-2, 11-9
Dubbelspel bij de junioren werd voor het eerst in 1982 gespeeld.

## Toeschouwersaantallen
|           |        | Eerste week |         | Tweede week |
| --------- | ------ | ----------- | ------- | ----------- |
| Maandag   |        | 19.496      |         | 22.981      |
| Dinsdag   | 20.467 | 25.541      |         |             |
| Woensdag  | 26.961 | 25.770      |         |             |
| Donderdag | 26.383 | 21.400      |         |             |
| Vrijdag   | 26.514 | 18.045      |         |             |
| Zaterdag  | 26.692 | 16.955      |         |             |
| Zondag    | –      | –           |         |             |
| Totaal    |        | 277.205     | 277.205 | 277.205     |

1877 · 1878 · 1879 · 1880 · 1881 · 1882 · 1883 · 1884 · 1885 · 1886 · 1887 · 1888 · 1889 · 1890 · 1891 · 1892 · 1893 · 1894 · 1895 · 1896 · 1897 · 1898 · 1899 · 1900 · 1901 · 1902 · 1903 · 1904 · 1905 · 1906 · 1907 · 1908 · 1909 · 1910 · 1911 · 1912 · 1913 · 1914 · 1915–1918 · 1919 · 1920 · 1921 · 1922 · 1923 · 1924 · 1925 · 1926 · 1927 · 1928 · 1929 · 1930 · 1931 · 1932 · 1933 · 1934 · 1935 · 1936 · 1937 · 1938 · 1939 · 1940–1945 · 1946 · 1947 · 1948 · 1949 · 1950 · 1951 · 1952 · 1953 · 1954 · 1955 · 1956 · 1957 · 1958 · 1959 · 1960 · 1961 · 1962 · 1963 · 1964 · 1965 · 1966 · 1967
↓ open tijdperk ↓
1968 (m-v-md-vd-gd) · 1969 (m-v-md-vd-gd) · 1970 (m-v-md-vd-gd) · 1971 (m-v-md-vd-gd) · 1972 (m-v-md-vd-gd) · 1973 (m-v-md-vd-gd) · 1974 (m-v-md-vd-gd) · 1975 (m-v-md-vd-gd) · 1976 (m-v-md-vd-gd) · 1977 (m-v-md-vd-gd) · 1978 (m-v-md-vd-gd) · 1979 (m-v-md-vd-gd) · 1980 (m-v-md-vd-gd) · 1981 (m-v-md-vd-gd) · 1982 (m-v-md-vd-gd) · 1983 (m-v-md-vd-gd) · 1984 (m-v-md-vd-gd) · 1985 (m-v-md-vd-gd) · 1986 (m-v-md-vd-gd) · 1987 (m-v-md-vd-gd) · 1988 (m-v-md-vd-gd) · 1989 (m-v-md-vd-gd) · 1990 (m-v-md-vd-gd) · 1991 (m-v-md-vd-gd) · 1992 (m-v-md-vd-gd) · 1993 (m-v-md-vd-gd) · 1994 (m-v-md-vd-gd) · 1995 (m-v-md-vd-gd) · 1996 (m-v-md-vd-gd) · 1997 (m-v-md-vd-gd) · 1998 (m-v-md-vd-gd) · 1999 (m-v-md-vd-gd) · 2000 (m-v-md-vd-gd) · 2001 (m-v-md-vd-gd) · 2002 (m-v-md-vd-gd) · 2003 (m-v-md-vd-gd) · 2004 (m-v-md-vd-gd) · 2005 (m-v-md-vd-gd) · 2006 (m-v-md-vd-gd) · 2007 (m-v-md-vd-gd) · 2008 (m-v-md-vd-gd) · 2009 (m-v-md-vd-gd) · 2010 (m-v-md-vd-gd) · 2011 (m-v-md-vd-gd) · 2012 (m-v-md-vd-gd) · 2013 (m-v-md-vd-gd) · 2014 (m-v-md-vd-gd) · 2015 (m-v-md-vd-gd) · 2016 (m-v-md-vd-gd) · 2017 (m-v-md-vd-gd) · 2018 (m-v-md-vd-gd) · 2019 (m-v-md-vd-gd) · 2020 · 2021 (m-v-md-vd-gd) · 2022 (m-v-md-vd-gd) · 2023 (m-v-md-vd-gd) · 2024 (m-v-md-vd-gd)
Lijst van Wimbledonwinnaars · Toernooien per editie